# Rizla

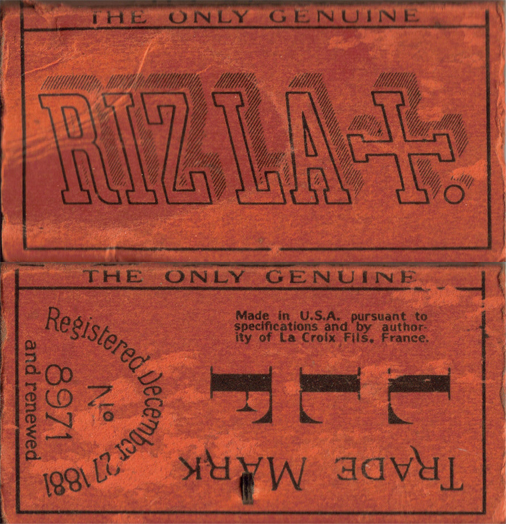

Rizla, přesněji RizLa+ je francouzská značka cigaretových papírků. Název pochází z francouzského slova riz (rýže, protože se k jejich výrobě používá rýžový papír) a jména zakladatele Lacroix (předpona La a křížek symbolizující slovo croix = kříž). Různé barvy balíčku označují tloušťku papírků, ovlivňující rychlost hoření: od nejtenčích červených po nejsilnější stříbrné.

## Historie firmy
- 1660 — obchodník s papírem z Angouleme Pierre Lacroix vynalezl cigaretové papírky, když hledal využití pro neprodanou roli jemného papíru určeného na viněty šampaňského a napadlo ho, že by se do ní dal balit tabák
- 1736 — Francois Lacroix zřizuje první vlastní papírnu
- 1796 — Napoleon Bonaparte dal rodině Lacroix státní zakázku, protože cigarety zabíraly vojákům méně času než dýmky
- 1865 — začíná se používat pevnější rýžový papír
- 1906 — firma přichází s inovací: začíná papírky parfémovat (první příchutě byly mentol a jahoda)
- 1942 — dalším vylepšením je pogumovaný okraj papírku, který umožňoval snadnější slepení
- 1997 — podnik přechází pod koncern Imperial Tobacco
- 2006 — Rizla začíná sponzorovat stáj Suzuki MotoGP

## Zajímavost
Písničkář Nick Drake nazval své album Five Leaves Left podle zvyku firmy Rizla dávat do balíčku barevné papírky upozorňující kuřáka, že mu zbývá posledních pět lístků.